# Prostatite
 Mise en garde médicale
Une prostatite est une inflammation de la prostate. Elle peut être chronique ou aigüe. Une prostatite infectieuse peut être décelée avec le test de Meares et Stamey.

## Tableaux cliniques

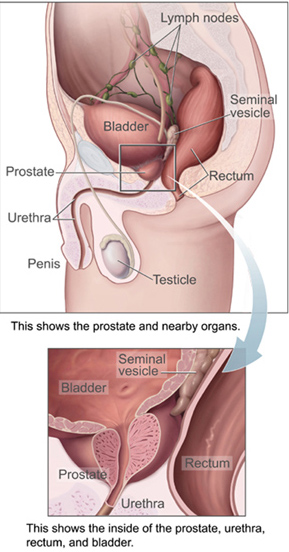
Coupe latérale du système reproducteur masculin : la prostate se trouve au centre de l'image.

La prostatite aigüe peut s'accompagner de fièvre, frissons et rétention urinaire, en cela, elle peut ressembler à une autre infection des voies urinaires : la pyélonéphrite aigüe. Le responsable en est bien souvent la bactérie Escherichia coli (80 % des cas recensés dans la littérature médicale) que l'examen cytobactériologique des urines (ECBU) identifiera et dénombrera aisément.
La prostatite chronique est fréquemment due, elle aussi, à la prolifération d'Escherichia coli, plus rarement de Mycobacterium tuberculosis en cas de tuberculose urogénitale, les symptômes sont une douleur dans le bas ventre et des brûlures urinaires. Il faut savoir que les infections ORL et dentaires entretiennent les foyers de prostatites : il faut donc éradiquer ces infections pour bien traiter la prostate.
Cutibacterium acnes est présente dans le microbiome du liquide séminal humain où elle peut induire une prostatite chronique pouvant évoluer en cancer de la prostate.

## Examens complémentaires
ECBU et antibiogramme permettent la numération des leucocytes et l’identification du (ou des) germe(s) responsable(s) ainsi que la détermination de la sensibilité aux antibiotiques.

## Traitement

### Antibiothérapie
Le traitement par antibiotiques est le traitement préconisé. Les classes les plus utilisées d'antibiotiques sont les fluoroquinolones et les céphalosporines de troisième génération.
Le sulfaméthoxazole-triméthoprime ou cotrimoxazole (Bactrim) ne peut être utilisé en traitement probabiliste. Il représente une option possible en traitement de relai par voie orale après vérification des résultats de l’antibiogramme.
Dans tous les cas, 3 à 4 semaines, classiquement, sont nécessaires sous peine de récidive.

### Mesures d'accompagnement
Traitement par bactériophages après isolement et culture des souches, puis recherche des phages correspondants. Ce type de traitement n'existe que dans les anciens pays de l'Est avec notamment la Géorgie et la Pologne,.